# カオスダイバー
『カオスダイバー』は、日本のロックバンド・THE BACK HORNの13枚目のシングル。2006年3月22日発売。

## 収録曲
全作曲・編曲：THE BACK HORN。
1. カオスダイバー
（作詞：菅波栄純）
2. 天国への翼
（作詞：松田晋二）
3. カウントダウン
（作詞：菅波栄純）

## 収録アルバム
- オリジナルアルバム『太陽の中の生活』（2006年4月19日、VICL-62951 / VIZL-176）
- ベストアルバム『BEST THE BACK HORN』（2008年1月23日、VICL-62746）